# 野口和彦 (俳優)
野口 和彦（のぐち かずひこ、10月31日 - ）は、横浜市出身の「青蛾館」主宰、俳優、演出家。本名、野口 和美（のぐち かずみ）。桐朋学園芸術短期大学演劇科を卒業後、「青蛾館」を旗揚げする。

## 人物
- 児童劇団「若草」にて子役として活動する。高校時代の出演舞台『雨のワンマンカー』で演出家・平山一夫（東宝現代劇）と出会い、数年間にわたり個人演技指導を受ける。
- 桐朋学園在学時に永曽信夫教授、花柳錦之輔（初代）講師より女形への転向を薦められる。同時期に寺山演劇を通し美輪明宏に魅せられ、女形としての第一歩を踏み出す。
- 桐朋学園芸術短期大学演劇科を卒業後、寺山修司の見世物の復権、初期一幕物の美学を再現すべく、桐朋学園の同期生であるかないみからと「青蛾館」を旗揚げする。
- 劇作家・岸田理生の作品『眠る男』の出演により岸田と出会い親交を深める。野口から触発を受けた岸田は『日曜日のラプソディー』、『上海異人娼舘〜チャイナ・ドール』（原作は寺山修司）などの台本、『十人十色』の企画などを提供している。
- 恩師である平山一夫、岸田理生の相次ぐ逝去により、「青蛾館」の活動を休止し演劇界からも離れる。
- 寺山修司二十三回忌、岸田理生の七回忌を機に「青蛾館」の活動を再開。
- 2009年以降は本名の野口 和美の名称で「女優」としても活動を始める。
- 「世紀末的女形」（仏国営テレビ放送）、「異能の女形」（日刊ゲンダイ記事）、「悪の華」（座　高円寺夏の劇場06）などの名称で呼ばれている。
- 人間付き合いも幅広く、森崎偏陸、蘭妖子、カルメンマキなど「演劇実験室　天井桟敷」の出身者、「青蛾館」の元メンバーであった伴美奈子、長坂まき子（現・大人計画代表）や、桐朋学園同期生であるかないみかや南果歩、また俳優の寺島しのぶや山谷初男、歌手の未唯mieなど共演者との親交も厚い。友人のひとりである山咲トオルはピンクレディーの熱狂的なファンである野口より振付を教えられたとも公言している。
- タレントの出川哲朗とは武相高校時代、軟式野球部の先輩後輩であった。
- 2015年、青蛾館の30周年を機に、芸名を「のぐち和美」と改めた。

## 主な出演

### 舞台
- 『青森懸のせむし男』（1984年／再演1989年） - 大正マツ 役
- 『身毒丸』（1984年） - しんとく 役
- 『伯爵令嬢小鷹狩掬子の七つの大罪』（1985年） - アナベラ夫人／鰐夫人 役
- 『青ひげ公の城』（1987年／再演1991年） - 第二の妻 役
- 『コメット・イケヤ』（1988年）
- 『毛皮のマリー』（1988年／1989年） - マリー 役
- 『眠る男』（1989年） - 母 役
- 『エレクトラ』（1990年） - クリュタイムネストラ 役
- 『上海異人娼舘〜チャイナ・ドール〜』（1990年／再演2009年） - 女主人黒蜥蜴 役
- 『日曜日のラプソディー』（1990年） - 海野空 役
- 『恋火〜岸田理生の言霊、薔薇の美学〜』（2008年） - 火學お七 役、ほか
- 『バロウ』（2008年）
- 『田園に死す』（2008年） - イタコ 役
- 『星の王子さま』（2009年／再演2010年） - ムッシュ・ボゾ、女形の星、アリス・リデル 役
- 『寺山修司コレクションI〜II』（2009年）
- 『下谷万年町物語』（2009年） - お市 役
- 『伯爵令嬢小鷹狩掬子の七つの大罪』（2010年） - 鰐婦人 役
- 『青ひげ公の城』（2010年） - 第二の妻 役
- 『狂人教育』（2010年12月）
- 『阿呆船』（2011年3月） - 皮なめし、オペラ歌手、両性具有の貴婦人 役
- 『少女論〜寺山修司とルイス・キャロル〜』（2011年4月） -アリス・リデル 役
- 『1999年の夏休み』（2011年7月）‐毬江　役
- 『伯爵令嬢小鷹狩掬子の七つの大罪』（2011年8月）‐鰐夫人　役
- 『アダムとイヴ、私の犯罪学』（2011年10月）‐中年の女・欲深きイヴ　役
- 『下谷万年町物語』（2012年1月〜2月）‐お市をやってる役者　役
- 『月にゆく　かぐや姫再臨』（2012年5月）‐竹取の翁の妻おみつ　役
- 『かもめ　或いは寺山修司の少女論　四つの変奏曲』（2012年6月） - アリス・リデル 役
- 『チャンバラ楽劇 天保水滸伝』（2012年9月）-水玉の六蔵　役
- 『テラヤマ見世物ミュージカル・地球☆空洞説』（2012年12月）-母、女団長　役
- 『祈りと怪物〜ウィルヴィルの三姉妹〜』（2013年1月〜2月）-合唱隊、息子、ルフレシア 役
- 『狂人教育』（2013年2月）-影　役
- 『アトミック☆ストーム』（2013年6月） - 月に住むモノかぐや　役
- 『百年の孤独』（2013年7月） - 神父ドン・カミロ　役
- 『岸田理生を読む　吸血鬼　出張の夜』（2013年7月） - 女村長（吸血鬼）、高木（出張の夜）役
- 『耳なし芳一外伝』（2013年9月） - 亡霊の声役
- 『毛皮のマリー』（2013年10月） - 毛皮のマリー 役
- 『冬眠する熊に添い寝してごらん』（2014年1月〜2月）  - ババ友　役
- 『阿部定の犬』（2014年6月） - 春野晴夫　役
- 『星の王子さま』（2014年9月） - ウワバミ　役
- 『皆既食 -Total Eclips-』（2014年11月） - 詩人　役
- 『ハムレット』（2015年1月〜5月） - 使者　役
- 『阿部定の犬』（2015年8月） - 春野晴夫　役
- 『ロミオとジュリエットたち』（2015年9月） - モンタギュー、キャピュレット夫人　役
- 『カクシンハン版ジュリアスシーザー』（2016年1月） - 占い師　役
- 『くるみ割り人形』（2016年3月） - マウゼリンクス夫人　役

### ラジオ
- パーソナリティ『ブランチ ア・ラ・モード』（名古屋シティFM／2000年 - 2001年）

### 映画
- 『翔んだカップル』（相米慎二監督／1980年）
- 『へんりっく〜寺山修司の弟〜』（石川淳志監督／2009年）

### テレビ
- 『わたしが子どもだったころ』（NHK／2009年）

### イベント
- 開国博Y+150 野外ステージ「ヒルサイドに巨大バッタあらわる！」（メイン・巨大バッタの声／2009年）
- 朧月夜の朗読会〜月から届く音と儚く美しき言葉の泡の饗宴（朗読／2012年）

## 関連文書
- 『岸田理生戯曲集I〜III』（岸田理生／而立書房　2004）
- 『AKIO et AQUIRAX〜エレガンスとアヴァンギャルド 巨匠の仕事〜』（ワイズ出版／2010年）